# Toropcani, Cetatea Albă
Toropcani (în ucraineană Веселе, transliterat: Vesele) este un sat în comuna Cazaci din raionul Cetatea Albă, regiunea Odesa, Ucraina.

## Demografie
Componența lingvistică a localității Toropcani
     Ucraineană (84,8%)
     Română (8,19%)
     Rusă (4,68%)
     Alte limbi (0,58%)
Conform recensământului din 2001, majoritatea populației localității Toropcani era vorbitoare de ucraineană (84,8%), existând în minoritate și vorbitori de română (8,19%), rusă (4,68%) și găgăuză (1,75%).